# Malajzia a 2022. évi téli olimpiai játékokon
Malajzia a kínai Pekingben megrendezett 2022. évi téli olimpiai játékok egyik részt vevő nemzete volt. Az országot az olimpián 1 sportágban 2 sportoló képviselte, akik érmet nem szereztek.

## Alpesisí
Férfi
| Versenyző    | Versenyszám | 1. futam      | 1. futam      | 2. futam | 2. futam | Összesítés | Összesítés |
| Versenyző    | Versenyszám | Idő           | Hely.         | Idő      | Hely.    | Idő        | Helyezés   |
| ------------ | ----------- | ------------- | ------------- | -------- | -------- | ---------- | ---------- |
| Jeffrey Webb | Műlesiklás  | nem ért célba | nem ért célba | kiesett  | kiesett  | kiesett    | kiesett    |

Női
| Versenyző          | Versenyszám      | 1. futam      | 1. futam      | 2. futam | 2. futam | Összesítés | Összesítés |
| Versenyző          | Versenyszám      | Idő           | Hely.         | Idő      | Hely.    | Idő        | Helyezés   |
| ------------------ | ---------------- | ------------- | ------------- | -------- | -------- | ---------- | ---------- |
| Aruwin Salehhuddin | Óriás-műlesiklás | 1:06,13       | 46.           | 1:06,15  | 38.      | 2:12,28    | 38.        |
| Aruwin Salehhuddin | Műlesiklás       | nem ért célba | nem ért célba | kiesett  | kiesett  | kiesett    | kiesett    |